# Dilon Djindji
Dilon Djindji (* 14. August 1927 in Marracuene; † 18. September 2024), manchmal auch Dilon Djinji, war ein mosambikanischer Musiker aus Maputo. Er gilt als einer der Urväter des modernen Marrabenta, der mosambikanischen Tanzmusik.

## Leben und Werk
Djindji wurde als Sohn eines Bauern im Süden von Mosambik geboren, schon in der Jugend entdeckte er seine Liebe zur Musik, baute improvisierte Instrumente. Mit zwölf Jahren trat er das erste Mal auf. Später wurde er aber zunächst Pfarrer und arbeitete ab 1950 auch für einige Jahre in südafrikanischen Minen. Ab etwa 1960 revolutionierte er den Marrabenta, die traditionsreiche Tanzmusikform des Landes und wurde dadurch zur Legende.
Er spielte unter anderem mit seiner Band Estrelas de Marracuene und auch heute noch in der international erfolgreichen mosambikanischen Gruppe Mabulu, mit der er zwischen 2000 und 2005 sechs Europatourneen absolvierte.
Während in seinem Heimatland zahlreiche Tonträger veröffentlicht wurden, gibt es international mindestens drei Veröffentlichungen: das akustische Marrabenta-Album Dilon zu seinem 75. Geburtstag (2002), Xiguindlana (2015) und O Rei da Marrabenta (2020).

## Diskografie (Auswahl)
- 2002: Dilon (Riverboat Records – TUGCD1026)